# Tityos

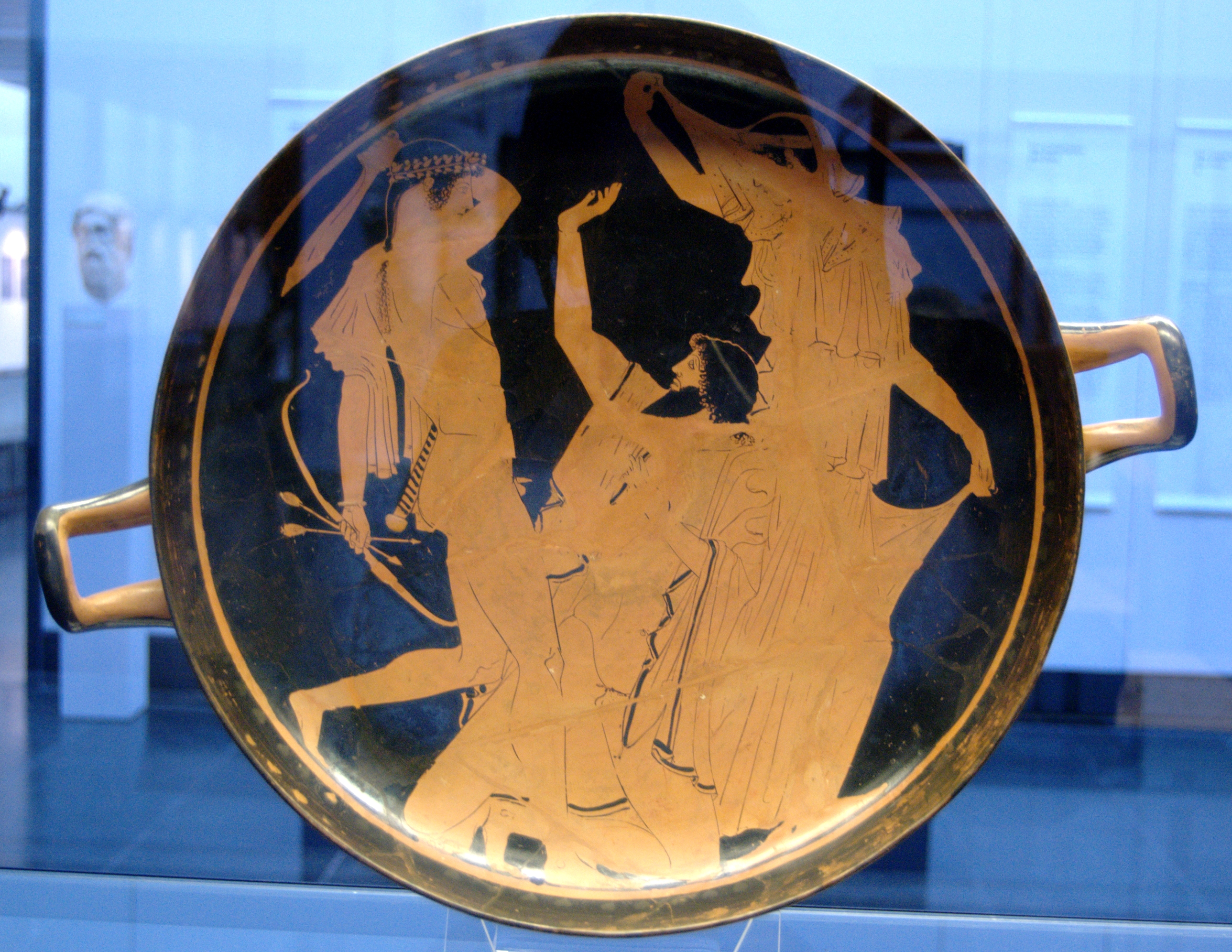
Tityos tué par Apollon, kylix attique à figures rouges, entre -460 et -450 (collections d'Antiquités de l'État bavarois).

Dans la mythologie grecque, Tityos (en grec ancien Τιτυός / Tituós) est un Géant, fils de Zeus et d'Élara (fille d'Orchomène) ; il est le père d'Europe.

## Mythe
Pour la protéger de la jalousie d'Héra, femme de Zeus et déesse du mariage, Zeus cache Élara sous la terre, où elle accouche de Tityos. Pour cette raison, Tityos est parfois considéré comme un fils de Gaïa.
À l'instigation d'Héra, qui finit par le découvrir, il veut faire violence à Léto. Mais il en est empêché par Apollon et Artémis, qui le criblent de flèches. Selon d'autres versions, il est frappé par la foudre de Zeus. Il est ensuite condamné à avoir le foie éternellement rongé par deux vautours dans le Tartare (ce supplice est à rapprocher de celui que subit Prométhée).
Le Liber monstrorum, catalogue de peuples et créatures légendaires anonyme du VIIIe siècle, le décrit ainsi :
« Et il y a un certain monstre dans le monde souterrain qui est décrit, c'est Tityos, qu'ils ont appelé le nourrisson de la Terre. Et son corps s'étend là sur neuf jugères. »

## Interprétations
Dans l'Antiquité, Lucrèce donne une interprétation du mythe de Tityos dans le livre III de son De natura rerum : Tityos toujours lacéré ne serait qu'une image fantasmée de « l'homme dans l'amour gisant, lacéré par ses vautours, les angoisses dévorantes, ou celui que déchirent les affres d'autres passions ».
Georges Dumézil analyse son supplice à partir de la mythologie des phases de la Lune,.

## Postérité

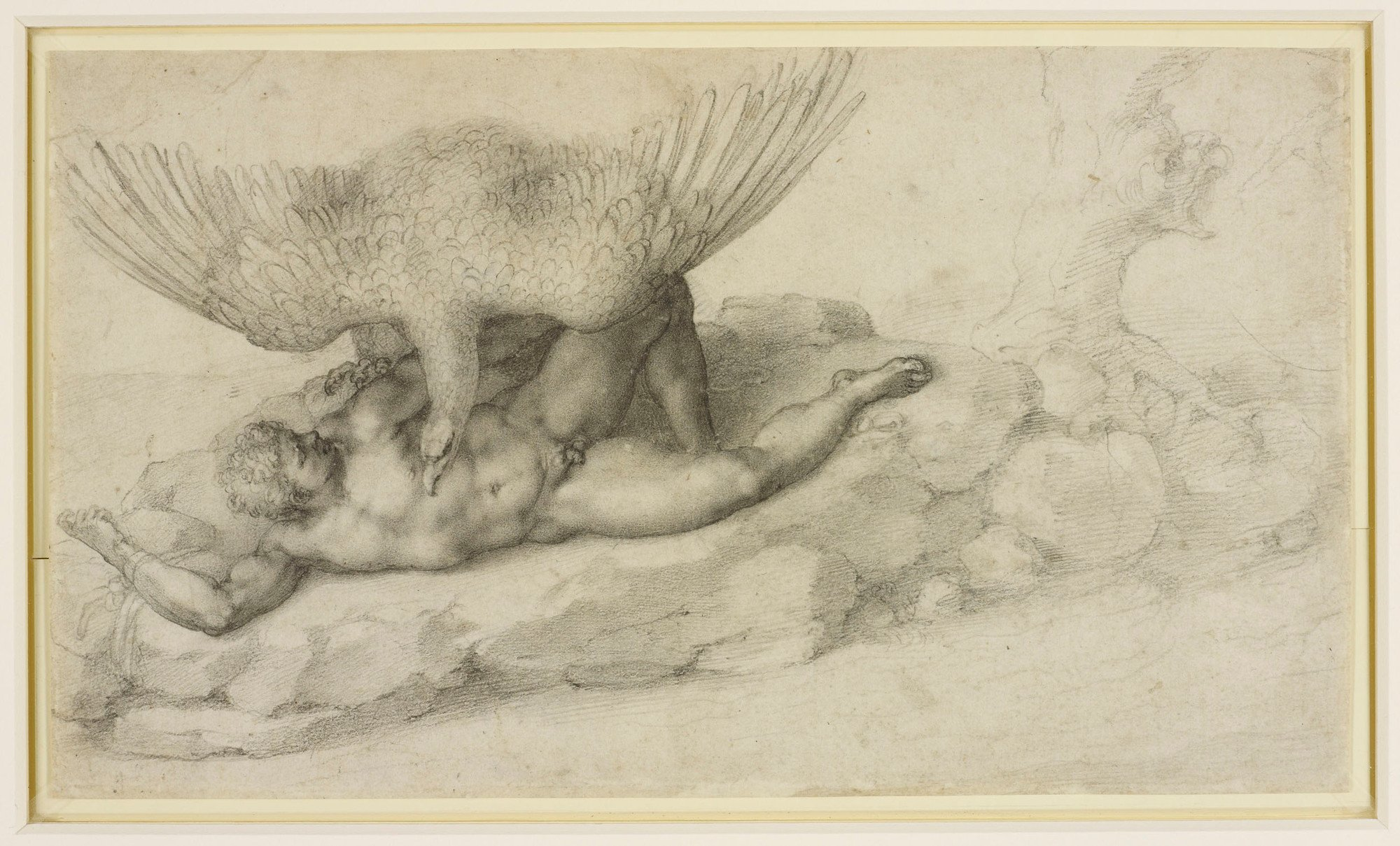
Le Châtiment de Tityos, dessin à la pierre noire de Michel-Ange, vers 1533, bibliothèque royale du château de Windsor.

Dans le jeu-vidéo Assassin's Creed Odyssey, paru en 2018, apparaît le tombeau de Tityos, figuré par une imposante statue du géant, qui est enchaîné au sol et attaqué par des vautours[source insuffisante].